# Estadio Bahir Dar
El Estadio Bahir Dar (en amhárico: ባህር ዳር ስታዲየም ) es un estadio multiusos localizado en la ciudad de Bahir Dar, Etiopía. El estadio fue inaugurado en 2015 y posee una capacidad para 60 000 personas, siendo el recinto más grande del país. Es principalmente utilizado para el fútbol y competencias de atletismo.
La construcción del estadio Bahir Dar se inició en 2008 por MIDROC Etiopía. En 2015, el estadio recibió el reconocimiento de la CAF y de la FIFA y acogió sus primeros partidos internacionales.
En marzo de 2015, el estadio fue sede del partido de Copa Confederación entre el Dedebit FC y Côte d'Or FC de las Seychelles. 
El 14 de junio de 2015, el estadio fue sede por primera vez de un partido de la Selección de Etiopía cuando enfrentó a Lesoto por la clasificación para la Copa Africana de Naciones de 2017. El juego contó con la presencia de más de 70 000 espectadores, que era bastante más de la capacidad del estadio.
El 21 de junio de 2015, albergó el partido en que Etiopía derrotó a Kenia ante más de 60 000 espectadores, por la clasificación para el Campeonato Africano de Naciones de 2016.
En noviembre de 2015, albergó una de las tres sedes de la Copa CECAFA 2015 disputada en Etiopía.